# Carlos Prío Socarrás
Carlos Prío Socarrás (Bahía Honda, 14 de julho de 1903 - Miami, 5 de abril de 1977) foi presidente de Cuba de 1948 até ser deposto por um golpe militar liderado por Fulgêncio Batista em 10 de março de 1952, três meses antes da realização de novas eleições. Ele foi o primeiro presidente de Cuba a nascer em uma Cuba independente e o último a conquistar seu posto através de eleições universais contestadas. 
Em 1940, Prío foi eleito senador da província de Pinar del Río. Quatro anos depois, Ramón Grau, membro do Partido Autentico, tornou-se presidente e, durante o governo de Grau, Prío atuou como ministro de Obras Públicas, ministro do Trabalho e primeiro ministro. Em 1 de julho de 1948, ele foi eleito presidente de Cuba como membro do Partido Autentico. Prío foi assistido pelo Chefe do General de Exército das Forças Armadas, Genobebo Pérez Dámera, e pelo coronel José Luis Chinea Cardenas, que anteriormente chefiava a província de Santa Clara.
Prío, chamado el presidente cordial ("presidente cordial"), estava comprometido com uma regra marcada pela civilidade, principalmente no que diz respeito à liberdade de expressão. Vários projetos de obras públicas e o estabelecimento de um Banco Nacional e Tribunal de Contas contam entre seus sucessos.
No entanto, a violência entre fações políticas e relatos de roubo e auto-enriquecimento nas fileiras do governo prejudicaram o mandato de Prío. O governo Prío passou a ser percebido cada vez mais pelo público como ineficaz diante da violência e da corrupção, assim como o governo Grau antes dele. Com as eleições agendadas para meados de 1952, surgiram rumores de um golpe militar planejado pelo candidato presidencial de longa data, Fulgencio Batista. Prío, não vendo base constitucional para agir, não o fez. Os rumores provaram ser verdadeiros. Em 10 de março de 1952, Batista e seus colaboradores apreenderam comandos militares e policiais em todo o país e ocuparam grandes estações de rádio e TV. Batista assumiu o poder quando Prío, não conseguindo resistir, embarcou em um avião e foi para o exílio.